# LaBelle
Lebelle, также LaBelle (Лабе́лль, Лябе́ль) — американская женская вокальная группа, популярная в 1960-е и 1970-е годы.
Самая известная песня группы — «Lady Marmalade». В начале своей карьеры девушки были типичной гёрл-группой 1960-х годов, но на момент издания классики фанка «Lady Marmalade» они уже, как пишет музыкальный сайт AllMusic, надевали «диковинные костюмы космической эры», и в их музыке была «дерзкая примесь рок-н-ролла». Ведущая вокалистка Labelle — Патти Лабелль, но не надо забывать и про талант в сочинении песен другой участницы группы — Ноны Хендрикс.
В 2003 году сингл группы LaBelle с песней «Lady Marmalade» (1975 год, Epic Records) был принят в Зал славы премии «Грэмми».

## Составы

### The Blue Belles

#### 1962
- Патти ЛаБель
- Нона Хендрикс
- Сара Даш
- Синди Бёрдсонг

### Patti LaBelle & The Blue Belles

###### 1962—1967
- Патти ЛаБель
- Нона Хендрикс
- Сара Даш
- Синди Бёрдсонг

###### 1967—1970
- Патти ЛаБель
- Нона Хендрикс
- Сара Дэш (Синди Бёрдсонг покинула группу, чтобы присоединиться к The Supremes, заменив Флоренс Баллард)

### Labelle
1970—1976, 2005—2009
- Патти ЛаБелль
- Нона Хендрикс
- Сара Даш

## Дискография
- См. «Labelle discography» в английском разделе.